# Aaron Kyle
Aaron Douglas Kyle (* 6. April 1954 in Detroit, Michigan, USA) ist ein ehemaliger US-amerikanischer American-Football-Spieler. Er spielte als Cornerback in der National Football League (NFL) bei den Dallas Cowboys und den Denver Broncos.

## Spielerlaufbahn

### Collegekarriere
Aaron Kyle besuchte in seiner Geburtsstadt die High School und erhielt als Footballspieler im Jahr 1971 ein Sportstipendium an der University of Wyoming. Bei den Wyoming Cowboys, der Footballmannschaft seines Colleges, spielte er als Safety College Football. Aufgrund seiner sportlichen Leistungen nahm er an drei Auswahlspielen teil.

### Profikarriere
Im Jahr 1976 wurde Kyle von den Dallas Cowboys in der ersten Runde an 27. Stelle gedraftet an. Der Head Coach der Cowboys, Tom Landry, setzte ihn auf der Position eines Cornerbacks als Ersatzspieler für Benny Barnes ein. Im Spieljahr 1977 konnte er sich als Starter durchsetzen und feierte in diesem Jahr auch seinen größeren sportlichen Erfolg. Er gewann mit der von Quarterback Roger Staubach angeführten Mannschaft aus Dallas die Meisterschaft der NFC und den darauf folgenden Super Bowl. Zunächst schlugen die Cowboys im NFC Endspiel die Minnesota Vikings mit 23:6. Danach folgte ein 37:7-Sieg über die Denver Broncos im Super Bowl XII. In diesem Spiel gelang es Kyle einen Pass vom gegnerischen Quarterback Craig Morton abzufangen, womit er zum Sieg seiner Mannschaft maßgeblich beitragen konnte.
In der nachfolgenden Saison scheiterte Kyle nach dem erneuten Gewinn des NFC Titels im Super Bowl XIII mit 35:31 an den Pittsburgh Steelers.
Im Jahr 1980 wechselte Aaron Kyle zu den von Red Miller betreuten Denver Broncos. Nach der Saison 1982 beendete er seine Laufbahn.

## Quelle
- Jens Plassmann: NFL – American Football. Das Spiel, die Stars, die Stories. (= Rororo 9445 rororo Sport). Rowohlt, Reinbek bei Hamburg 1995, ISBN 3-499-19445-7.
- Cliff Harris, Charlie Waters: Tales from the Dallas Cowboys Sideline: A Collection of the Greatest Cowboys Stories Ever Told. Simon and Schuster, 2016, ISBN 978-1-61321-912-6.